# Championnat de France d'échecs des clubs 1989-1990
 (décembre 2022).
La mise en forme du texte ne suit pas les recommandations de Wikipédia : il faut le « wikifier ».
Les points d'amélioration suivants sont les cas les plus fréquents. Le détail des points à revoir est peut-être précisé sur la page de discussion.
- Les titres sont pré-formatés par le logiciel. Ils ne sont ni en capitales, ni en gras.
- Le texte ne doit pas être écrit en capitales (les noms de famille non plus), ni en gras, ni en italique, ni en « petit »…
- Le gras n'est utilisé que pour surligner le titre de l'article dans l'introduction, une seule fois.
- L'italique est rarement utilisé : mots en langue étrangère, titres d'œuvres, noms de bateaux, etc.
- Les citations ne sont pas en italique mais en corps de texte normal. Elles sont entourées par des guillemets français : « et ».
- Les listes à puces sont à éviter, des paragraphes rédigés étant largement préférés. Les tableaux sont à réserver à la présentation de données structurées (résultats, etc.).
- Les appels de note de bas de page (petits chiffres en exposant, introduits par l'outil «  Source ») sont à placer entre la fin de phrase et le point final[comme ça].
- Les liens internes (vers d'autres articles de Wikipédia) sont à choisir avec parcimonie. Créez des liens vers des articles approfondissant le sujet. Les termes génériques sans rapport avec le sujet sont à éviter, ainsi que les répétitions de liens vers un même terme.
- Les liens externes sont à placer uniquement dans une section « Liens externes », à la fin de l'article. Ces liens sont à choisir avec parcimonie suivant les règles définies. Si un lien sert de source à l'article, son insertion dans le texte est à faire par les notes de bas de page.
- La présentation des références doit suivre les conventions bibliographiques. Il est recommandé d'utiliser les modèles {{Ouvrage}}, {{Chapitre}}, {{Article}}, {{Lien web}} et/ou {{Bibliographie}}. Le mode d'édition visuel peut mettre en forme automatiquement les références.
- Insérer une infobox (cadre d'informations à droite) n'est pas obligatoire pour parachever la mise en page.

Pour une aide détaillée, merci de consulter Aide:Wikification.
Si vous pensez que ces points ont été résolus, vous pouvez retirer ce bandeau et améliorer la mise en forme d'un autre article.
Navigation
Nationale 1 1987-1988 Nationale 1 1989-1990
Le Championnat de France d'échecs des clubs 1989-1990 est sous la dénomination de Nationale 1 le plus haut niveau du championnat de France de ce sport. Douze clubs participent à cette édition de la compétition.

## Clubs participants
- AJA Auxerre
- Cannes Échecs
- Clichy Échecs 92 (Clichy)
- Lyon-Oyonnax
- Metz Fischer (Metz)
- Meudon
- Montpellier Karpov
- Paris Caïssa
- Paris Chess XV
- Rennes Paul Bert
- Strasbourg
- Toulouse

## Compétition

### 1
- Lyon — Cannes : 18-14
- Metz — Auxerre : 11-21
- Strasbourg — Meudon : 15-16
- Clichy — Paris Caïssa : 21-11
- Chess XV — Rennes : 14-18
- Montpellier — Toulouse : 19-13

### 2
- Paris Caïssa — Chess XV : 19-13
- Rennes — Clichy : 12-20
- Strasbourg — Metz : 15-17
- Montpellier — Lyon : 12-20
- Meudon — Auxerre : 15-17
- Cannes  — Toulouse : 18-14

### 3
- Rennes — Paris Caïssa : 14-18
- Clichy — Chess XV : 15-17
- Strasbourg — Auxerre : 14-18
- Meudon — Metz : 15-17
- Lyon — Toulouse : 24-8
- Montpellier — Cannes : 15-17

### 4
- Lyon — Meudon : 21-11
- Cannes — Clichy : 17-15
- Auxerre — Chess XV : 17-15
- Strasbourg — Rennes : 19-13
- Montpellier — Metz : 16-16
- Paris Caïssa — Toulouse : 16-16

### 5
- Clichy — Auxerre : 18-14
- Cannes — Paris Caïssa : 17-15
- Toulouse — Chess XV : 18-14
- Lyon — Strasbourg : 21-11
- Montpellier — Meudon : 18-14
- Metz — Rennes : 18-14

### 6
- Clichy — Toulouse : 19-13
- Paris Caïssa — Auxerre : 10-22
- Chess XV — Cannes : 10-22
- Lyon — Metz : 19-13
- Meudon — Rennes : 19-13
- Strasbourg — Montpellier : 23-9